# Juan Manuel Campos Ansó
Juan Manuel Campos Ansó (La Felguera, 12 de marzo de 1935 - Gijón, 26 de septiembre de 2012) fue un químico y político español.

## Biografía
Licenciado en Química, ejerció su carrera dentro de Ensidesa. Fue miembro de la primera corporación municipal de Gijón en 1979 con Unión de Centro Democrático, liderada por Agustín José Antuña Alonso. En la siguiente legislatura, en 1983, formó coalición con Alianza Popular, el Partido Demócrata Popular y la Unión Liberal (AP-PDP-UL), siendo líder Francisco Álvarez-Cascos. 
Fue de nuevo concejal entre 1991 y 1995 y entre 1999 y 2000. Durante una legislatura fue diputado en la Junta General del Principado de Asturias por el Partido Popular y finalizó su carrera política como senador del PP entre 2000 y 2004. En sus últimos años mostró su apoyo a Foro Asturias por su amistad con Cascos.